# Pöcking
Pöcking – miejscowość i gmina w Niemczech, w kraju związkowym Bawaria, w rejencji Górna Bawaria, w regionie Monachium, w powiecie Starnberg. Leży około 5 km na południowy zachód od Starnberga, nad jeziorem Starnberger See, przy drodze B2 i linii kolejowej Monachium – Garmisch-Partenkirchen - Innsbruck.

## Dzielnice
- Aschering
- Maising
- Niederpöcking
- Seewiesen
- Pöcking
- Possenhofen

## Demografia
| Rok  | Liczba mieszk. |
| ---- | -------------- |
| 1970 | 3 195          |
| 1987 | 5 272          |
| 2000 | 5 529          |
| 2002 | 5 512          |
| 2007 | 5 694          |

### Struktura wiekowa
Dane o ludności z 31 grudnia 2008:
| Opis                                | Ogółem | Ogółem | Kobiety | Kobiety | Mężczyźni | Mężczyźni |
| ----------------------------------- | ------ | ------ | ------- | ------- | --------- | --------- |
| Jednostka                           | osób   | %      | osób    | %       | osób      | %         |
| Populacja                           | 5658   | 100    | 2912    | 51,47   | 2746      | 48,53     |
| Wiek przedprodukcyjny (0–17 lat)    | 934    | 16,51  | 454     | 8,02    | 480       | 8,48      |
| Wiek produkcyjny (18–65 lat)        | 3423   | 60,5   | 1766    | 31,21   | 1657      | 29,29     |
| Wiek poprodukcyjny (powyżej 65 lat) | 1301   | 22,99  | 692     | 12,23   | 609       | 10,76     |

## Polityka
Wójtem gminy jest Rainer Schnitzler z PWG, rada gminy składa się z 20 osób.
|      | CSU | SPD/PF | Zieloni | PWG | ÜWG | FDP/PF | Razem |
| 2008 | 5   | 2      | 2       | 10  | 1   | -      | 20    |
| 2002 | 6   | 2      | 1       | 8   | 2   | 1      | 20    |

## Inne
W willi Austria mieszkał do swojej śmierci w 2011 arcyksiążę Otto von Habsburg, do 2007 głowa Domu Habsbursko-Lotaryńskiego.